# Anselmo Ramon
Anselmo Ramon (Camaçari, 23 giugno 1988) è un calciatore brasiliano, attaccante del Goiás.

## Carriera

### Club
Dal 2008 al 2014 è stato tesserato al Cruzeiro, ma ha giocato per la maggior parte in diverse squadre minori brasiliane, andando a fare esperienza anche in Giappone e in Europa, ai rumeni del CFR Cluj, senza troppo successo. Tornato a Belo Horizonte dopo aver giocato bene con la maglia dell'Oeste nel torneo Paulista, comincia a segnare reti importanti (l'1-1 a un quarto d'ora dalla fine dopo esser entrato nella ripresa al posto di Brandão nella sfida contro il Palmeiras, il gol del 3-3 contro il San Paolo a dieci dal termine poco dopo esser entrato al posto di Ernesto Farías, oltre alla doppietta che ribalta il punteggio a favore del Cruzeiro contro l'Atlético Goianiense) consentendo al Cruzeiro di conquistare punti preziosi in vista della salvezza dal campionato 2011: al termine dell'annata conta 10 gol in 25 presenze e il club si salva per soli due punti dalla retrocessione in B.
Il 7 febbraio 2014 passa in prestito oneroso in Cina, in cambio di € 190.000. Realizza cinque doppiette, 16 gol in 28 giornate di campionato, piazzandosi quarto tra i marcatori del torneo e contribuendo in modo essenziale alla salvezza della squadra. Il 3 febbraio 2015, a quasi un anno dal prestito, l'Hangzhou Greentown decide di riscattare il cartellino del centravanti brasiliano in cambio di una cifra corrispondente a circa € 2,6 milioni. Alla conclusione della stagione 2015 Anselmo Ramon segna altri 12 gol in 25 incontri di Super League.

## Palmarès

### Club

#### Competizioni nazionali
- Campionato brasiliano: 1

Cruzeiro: 2013